# Valdegrulla
Valdegrulla es un despoblado español de la provincia de Soria, partido judicial de Burgo de Osma (comunidad autónoma de Castilla y León). Pertenece al municipio de El Burgo de Osma-Ciudad de Osma.

## Geografía
Despoblado situado en la parte occidental de la provincia de Soria, al norte y muy próximo a El Burgo de Osma, linda, además con Quintanilla de Tres Barrios y Berzosa.
En lo alto de una suave colina, rodeado de campos de cereal y bosquetes de chopos, a orillas de un arroyo estacional. El sitio es muy agradable, abierto a los cuatro vientos y, por lo mismo, tremendamente frío en invierno. Hay unas 30 edificaciones de una y dos plantas, casi todas ellas, menos la iglesia, levantadas en tapial, algo muy común en buena parte de la meseta soriana.

## Historia

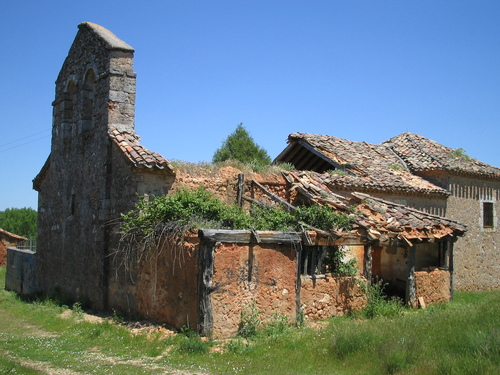
Antigua iglesia de Valdegrulla

En el censo de 1879, ordenado por el conde de Floridablanca,  figuraba como lugar  del Partido de Osma en la Intendencia de Soria, conocido como Val de Grulla, con jurisdicción de señorío y bajo la autoridad del alcalde pedáneo, nombrado por el duque de Uceda. Contaba entonces con 166 habitantes.
A la caída del Antiguo Régimen la localidad se constituye en municipio constitucional  en la región de Castilla la Vieja que en el censo de 1842 contaba con 15 hogares y 62 vecinos. Hacia mediados del siglo XIX, el lugar tenía unas 20 casas. La localidad aparece descrita en el decimoquinto volumen del Diccionario geográfico-estadístico-histórico de España y sus posesiones de Ultramar de Pascual Madoz de la siguiente manera:

VAL DE GRULLA: l. con ayunt. en la prov. de Soria (10 leg.), part. jud. del Burgo (2), aud. terr. y c. g. de Burgos (18), dióc. de Osma (1): sit. en un llano con buena ventilacion y saludable clima: tiene 20 casas; la consistorial; escuela de instruccion primaria comun á ambos sexos, á cargo de un maestro, dotado con 10 fan. de trigo; una fuente de buenas aguas; una igl. parr. (la Exaltacion de la Sta. Cruz) servida por un cura y un sacristan: confina el térm. con los de Horcajadas, Osma y Burzosa: el terreno es llano, algo arenisco y de mediana calidad; un buen monte poblado de encina y roble, y una deh. de pasto: caminos: los que dirigen á los pueblos limítrofes: correo: se recibe y despacha en el Burgo. prod.: cereales, legumbres, leñas de combustible y buenos pastos, con los que se mantiene ganado lanar, cabrio, vacuno y asnal. ind.: la agrícola y recriacion de ganados. pobl.: 15 vec., 62 alm. cap. imp.: 7,370 rs. 30 mrs.
(Madoz, 1849, p. 257)

Posteriormente se integró en el municipio de Osma.
Sus habitantes se dedicaban a la agricultura, principalmente cereales y legumbres y contaba con pastos para la ganadería principalmente caprino, vacuno y lanar.

## Demografía

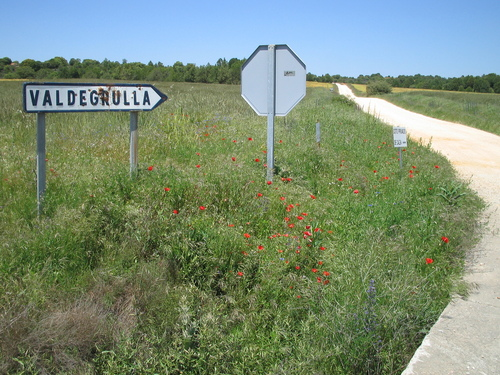
Cruce hacia Valdegrulla en la carretera entre El Burgo de Osma y Berzosa

En 1828 contaba con 135 habitantes, en 1850 según el diccionario geográfico de Madoz la población había descendido a 61 habitantes.
A partir de 1970 el pueblo empezó a sufrir los efectos de la despoblación a pesar de tener electricidad y teléfono en todos los hogares, aunque no disponían todavía de agua corriente en estas.
En 1981 contaba con 15 habitantes, concentrados en el núcleo principal. La dureza de los inviernos, la precariedad del adobe con el que se construyeron las casas entre otros factores hicieron que en 1997 la última familia que residía abandonara el pueblo.
Valdegrulla ha sido víctima tanto del expolio como del desmantelamiento, condicionado por el olvido de sus gentes y propiciado por la huella de la climatología que rápidamente derruyera las viviendas del pueblo construidas en adobe.